# Prunus axitliana
Prunus axitliana — вид квіткових рослин з родини трояндових (Rosaceae). Ареал охоплює такі країни: Сальвадор, Гватемала, Мексика (Чьяпас).

## Середовище
Зустрічається у субтропічних/тропічних вологих низовинах та субтропічних/тропічних вологих гірських лісах. Цей вид зустрічається на висоті від 650 до 1400 м. Середовище існування зазнає скорочення внаслідок інтенсивних лісозаготівель та розширення сільського господарства.

## Морфологічна характеристика
Prunus axitliana зазвичай є деревом заввишки 5-25 метрів.